# Mortsel-Liersesteenweg
Mortsel-Liersesteenweg (ned: Station Mortsel-Liersesteenweg) – stacja kolejowa w Mortsel, w prowincji Antwerpia, w Belgii. Znajduje się na linii 27 Bruksela - Antwerpia. 

## Linie kolejowe
- 27 Bruksela - Antwerpia

## Połączenia
Weekendowe
| Typ pociągu | Trasa                                    | Częstotliwość |
| ----------- | ---------------------------------------- | ------------- |
| S1          | Antwerpen-Centraal - Bruksela - Nivelles | 2x/h          |